# Sean Michaels
Sean Michaels (Nova York, 20 de febrer de 1958) és un actor pornográfic estatunidenc. És especialista en el rodatge de pel·lícules pornogràfiques amb escenes de sexe inter-racial.
Michaels va començar la seva carrera com a actor pornogràfic als anys vuitanta, i va seguir amb la seva carrera fins a mitjan anys noranta. Va rodar amb les millors dives del porno de l'època, com ara Nina Hartley, Heather Hunter i Mei Lin. Va tornar al món del porno l'any 2000 i ha participat en moltes produccions.